# IEEE Xplore
A biblioteca digital IEEE Xplore é um banco de dados de pesquisa para descoberta e acesso a artigos de periódicos, anais de conferências, normas técnicas e materiais relacionados em ciência da computação, engenharia elétrica e eletrônica e áreas afins. Contém material publicado principalmente pelo Instituto de Engenheiros Eletricistas e Eletrônicos (IEEE) e outras editoras parceiras. O IEEE Xplore fornece acesso virtual a mais de cinco milhões de documentos de publicações em ciência da computação, engenharia elétrica, eletrônica e áreas afins. Seus documentos e outros materiais compreendem mais de trezentos periódicos revisados por pares, mais de mil e novecentas conferências globais, mais de onze mil padrões técnicos, quase cinco mil livros digitais e mais de quinhentos cursos virtuais. Aproximadamente vinte mil novos documentos são adicionados a cada mês. Qualquer pessoa pode pesquisar o IEEE Xplore e encontrar registros bibliográficos e resumos de seu conteúdo, enquanto o acesso a documentos de texto completo pode exigir uma assinatura individual ou institucional.